# Mainaschaff
Mainaschaff település Németországban, azon belül Bajorországban. Lakosainak száma 9112 fő (2023. december 31.). Mainaschaff Johannesberg, Aschaffenburg, Stockstadt am Main és Kleinostheim községekkel határos.

## Népesség
A település népessége az elmúlt években az alábbi módon változott:
| Lakosok száma | 954  | 3296 | 6812 | 6743 | 8609 | 8689 | 8858 | 8959 | 9006 | 9112 |
|               | 1875 | 1950 | 1975 | 1987 | 2012 | 2014 | 2016 | 2017 | 2021 | 2023 |